# Monophyllaea papuana
Monophyllaea papuana är en tvåhjärtbladig växtart som beskrevs av Carl Karl Adolf Georg Lauterbach. Monophyllaea papuana ingår i släktet Monophyllaea och familjen Gesneriaceae. Inga underarter finns listade i Catalogue of Life.